# 普拉特山 (格拉茨高地)
47°6′46″N 15°28′10″E / 47.11278°N 15.46944°E

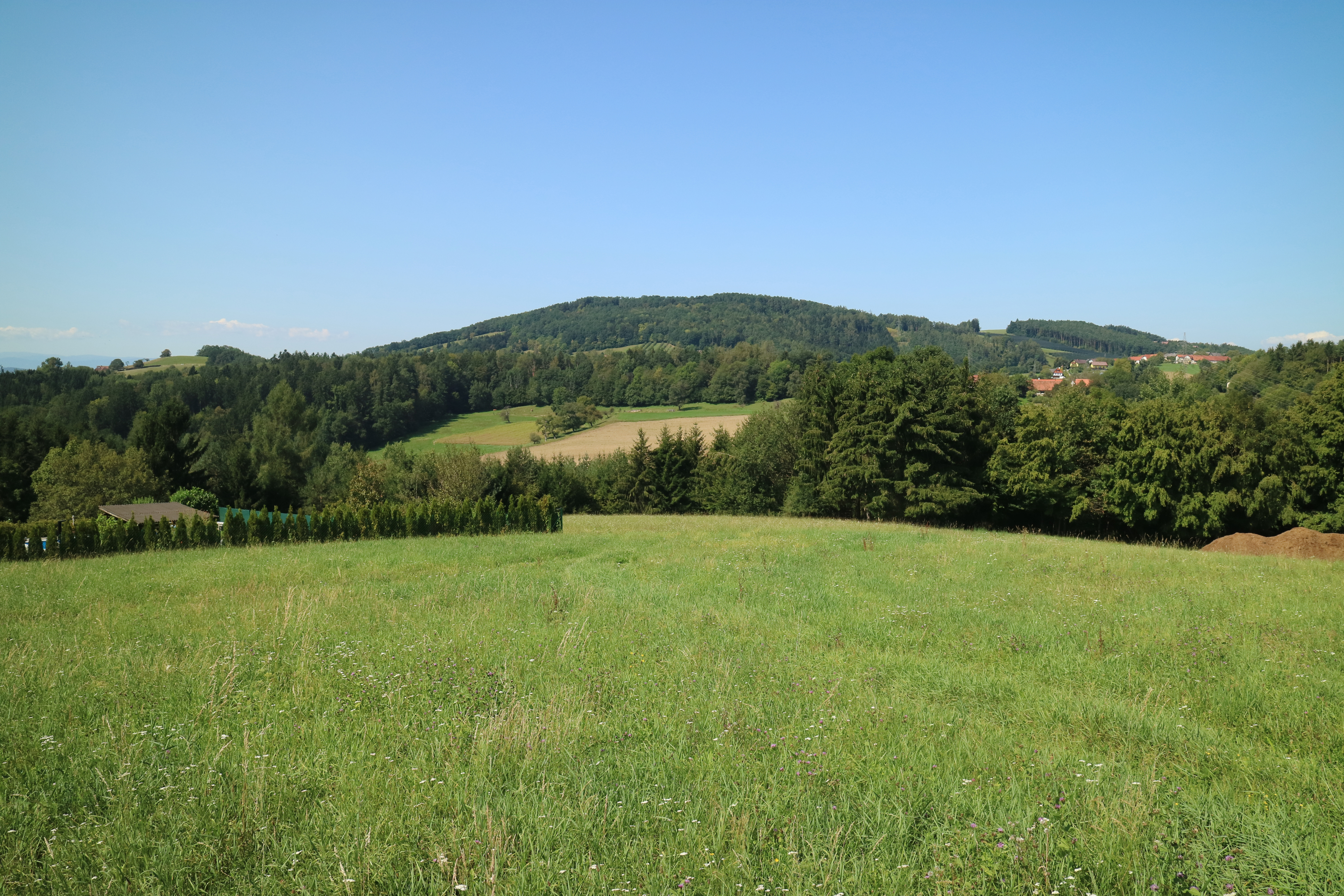

普拉特山（德語：Platte），是奧地利的山峰，位於該國東南部，由施泰爾馬克州負責管轄，屬於格拉茨高地的一部分，距離利內克貝格山1.5公里，海拔高度651米，每年平均降雨量1,475毫米。